# صموئيل جي. أرميستيد
صموئيل جي. أرميستيد (بالإنجليزية: Samuel G. Armistead)‏ هو مؤرخ ومدرس أمريكي، ولد في 21 أغسطس 1927 في فيلادلفيا في الولايات المتحدة، وتوفي في 7 أغسطس 2013 في دافيس في الولايات المتحدة.